# Públio Servílio Gêmino
Públio Servílio Gêmino (em latim: Publius Servilius Geminus) foi um político da gente Servília da República Romana eleito cônsul por duas vezes, em 252 e 248 a.C., com Caio Aurélio Cota nas duas vezes. Seu filho, homônimo, foi pretor na Gália Cisalpina e permaneceu quinze anos em cativeiro até ser libertado pelo filho dele, Caio Servílio Gêmino, cônsul em 203 a.C.. Marco Servílio Púlex Gêmino, cônsul no ano seguinte, também era seu neto.

## Primeiro consulado (252 a.C.)

Teatro de operações da Primeira Guerra Púnica entre 253 e 251 a.C..
Território siracusano
Território cartaginês
Territórios romanos
1. Ataque naval e recuo dos romanos em Lilibeu (253 a.C.).
2. Romanos atacam a costa africana. Frota romana destruída por uma tempestade (253 a.C.).
3. Romanos finalmente tomam as ilhas Líparas (252 a.C.).
4. Romanos tomam Hímera (Thermae) (c. 252 a.C.).
5. Ieta, Solous e Petra firmam a paz com Roma (251 a.C.).
6. Tíndaris firma a paz com Roma (251 a.C.).
7. Romanos atacam e capturam Kephalodon e Panormo (251 a.C.).
8. Tentativa cartaginesa de recapturar Panormo repelida (251 a.C.).

Foi eleito cônsul com Caio Aurélio Cota em 252 a.C., o décimo-terceiro ano da Primeira Guerra Púnica. Os dois cônsules foram enviados à Sicília para continuar as operações militares contra os cartagineses. Eles conseguiram conquistar algumas cidades, incluindo Hímera, apesar de a população ter sido evacuada antes da conquista.

## Segundo consulado (248 a.C.)

Teatro de operações da Primeira Guerra Púnica entre 248 e 241 a.C..
Território siracusano
Território cartaginês
Territórios romanos
1. Amílcar Barca apóia Drépano, que esta sitiada, e saqueia a costa italiana.
2. Amílcar desembarca em monte Ercte.
3. Amílcar muda sua base de monte Ercte para Érice (Eryx).
4. Vitória naval romana nas ilhas Égadas e queda de Drépano. Cartago pede a paz (241 a.C.).

Foi eleito novamente com Caio Aurélio Cota em 248 a.C., o décimo-sétimo ano da Primeira Guerra Púnica. Mais uma vez, os dois cônsules seguiram para a Sicília e cercaram Lilibeu e Drépano enquanto os cartagineses liderados por Cartalão tentavam uma campanha ao longo da costa italiana com o objetivo de evitar que mais tropas fossem enviadas ao front siciliano.